# Championnats du monde de cross-country éliminatoire 2023
Navigation
2022 2024
Les championnats du monde de cross-country éliminatoire 2023 sont la 12e édition de ces championnats, organisés par l'Union cycliste internationale (UCI) et décernant les titres mondiaux en cross-country éliminatoire. Ils ont lieu le 12 novembre 2023 à Palangkaraya en Indonésie.

## Podiums
| Épreuves | Or                    | Argent         | Bronze              |
| -------- | --------------------- | -------------- | ------------------- |
| Hommes   | Titouan Perrin-Ganier | Lorenzo Serres | Sondre Rokke        |
| Femmes   | Gaia Tormena          | Dara Latifah   | Annemoon van Dienst |

## Tableau des médailles
| Rang | Nation    | Or | Argent | Bronze | Total |
| ---- | --------- | -- | ------ | ------ | ----- |
| 1    | France    | 1  | 1      | 0      | 2     |
| 2    | Italie    | 1  | 0      | 0      | 1     |
| 3    | Indonésie | 0  | 1      | 0      | 1     |
| 4    | Norvège   | 0  | 0      | 1      | 1     |
| 4    | Pays-Bas  | 0  | 0      | 1      | 1     |
|      | TOTAL     | 2  | 2      | 2      | 6     |